# Lill-Tramsen
Lill-Tramsen är en sjö i Mora kommun i Dalarna och ingår i Dalälvens huvudavrinningsområde.